# Persone di nome Amedeo
| Questa pagina contiene informazioni ricavate automaticamente dalle voci biografiche con l'ausilio del template Bio e di un bot. L'aggiornamento è periodico e automatico e ricostruisce completamente la pagina. Se manca una persona in questa lista, sei pregato di non aggiungerla, ma accertati piuttosto che la sua voce biografica contenga il template Bio e che i dati anagrafici siano correttamente compilati. Se il template Bio manca, inseriscilo tu stesso o, in alternativa, metti l'avviso {{tmp\|Bio}} che ne segnala la mancanza. Se i dati riportati sono sbagliati, correggi direttamente la voce biografica; le modifiche saranno visibili in questa lista entro pochi giorni. Per chiarimenti vedi il progetto antroponimi. La lista contiene solo le 166 persone che sono citate nell'enciclopedia e per le quali è stato implementato correttamente il template Bio. Pagina aggiornata al 6 giu 2025. |

Questa è una lista di persone presenti nell'enciclopedia che hanno il nome Amedeo, suddivise per attività principale.

## Agronomi(1)
- Amedeo Alpi, agronomo italiano (Grosseto, n. 1941)

## Allenatori di calcio(1)
- Amedeo Mangone, allenatore di calcio e ex calciatore italiano (Milano, n. 1968)

## Archeologi(2)
- Rodolfo Lanciani, archeologo e ingegnere italiano (Roma, n. 1845 - Roma, † 1929)
- Amedeo Maiuri, archeologo italiano (Veroli, n. 1886 - Napoli, † 1963)

## Architetti(6)
- Amedeo Albertini, architetto italiano (Torino, n. 1916 - Torino, † 1982)
- Amedeo di Castellamonte, architetto italiano (Torino, n. 1613 - Torino, † 1683)
- Amedeo Luccichenti, architetto italiano (Isola del Liri, n. 1907 - Neuilly-sur-Seine, † 1963)
- Amedeo Peyron, architetto e ingegnere italiano (Vercelli, n. 1821 - Cavour, † 1903)
- Amedeo Schiattarella, architetto italiano (Roma, n. 1943)
- Amedeo di Francesco da Settignano, architetto, ingegnere e scultore italiano (Settignano, n. 1430 - Settignano, † 1501)

## Arcieri(1)
- Amedeo Tonelli, arciere italiano (Rovereto, n. 1985)

## Artigiani(1)
- Amedeo Fílipucci, artigiano e falsario italiano (Perticara, n. 1856 - Faetano, † 1927)

## Astrofisici(1)
- Amedeo Balbi, astrofisico, divulgatore scientifico e saggista italiano (Roma, n. 1971)

## Attori(5)
- Amedeo Chiantoni, attore italiano (Chieti, n. 1871 - Roma, † 1965)
- Amedeo Girard, attore italiano (Napoli, n. 1893 - Napoli, † 1972)
- Amedeo Letizia, attore e produttore cinematografico italiano (Casal di Principe, n. 1966)
- Amedeo Nazzari, attore italiano (Cagliari, n. 1907 - Roma, † 1979)
- Amedeo Trilli, attore italiano (Ronciglione, n. 1906 - Roma, † 1971)

## Avvocati(3)
- Amedeo Moscati, avvocato e politico italiano (Salerno, n. 1876 - Pontecagnano Faiano, † 1970)
- Amedeo Peyron, avvocato e politico italiano (Torino, n. 1903 - Torino, † 1965)
- Amedeo Sandrini, avvocato e politico italiano (Sesto al Reghena, n. 1866 - Roma, † 1936)

## Bobbisti(1)
- Amedeo Angeli, bobbista italiano (Mariano del Friuli, n. 1911 - Cortina d'Ampezzo, † 1965)

## Calciatori(19)
- Amedeo Amadei, calciatore e allenatore di calcio italiano (Frascati, n. 1921 - Grottaferrata, † 2013)
- Amedeo Baldizzone, calciatore e allenatore di calcio italiano (Genova, n. 1960 - Spagna, † 2020)
- Amedeo Balestrieri, calciatore italiano (Parma, n. 1939 - Parma, † 2019)
- Amedeo Benedetti, calciatore italiano (Rovereto, n. 1991)
- Amedeo Biavati, calciatore e allenatore di calcio italiano (Bologna, n. 1915 - Bologna, † 1979)
- Amedeo Bonistalli, calciatore italiano (Empoli, n. 1930 - Bari, † 1958)
- Amedeo Bressa, calciatore e allenatore di calcio italiano (Cittadella, n. 1933 - Cittadella, † 2020)
- Amedeo Cattani, calciatore italiano (Parma, n. 1924 - Parma, † 2013)
- Amedeo Corsi, calciatore italiano (Verona, n. 1903)
- Amedeo Degli Esposti, calciatore italiano (Bologna, n. 1916 - † 2007)
- Amedeo Gasparini, calciatore italiano (Ospedaletti, n. 1933 - Sanremo, † 1968)
- Amedeo Ghidoni, calciatore italiano (La Spezia, n. 1902 - † 1971)
- Amedeo Grossi, calciatore italiano (San Giorgio di Mantova, n. 1915)
- Amedeo Guarnieri, calciatore e arbitro di calcio italiano (Roma, n. 1890 - Milano, † 1949)
- Amedeo Lissi, calciatore italiano (Como, n. 1908)
- Amedeo Rega, calciatore italiano (Roma, n. 1920 - † 2007)
- Amedeo Stenti, calciatore italiano (Civitavecchia, n. 1940 - Roma, † 2018)
- Amedeo Storace, calciatore italiano
- Vittori, calciatore italiano (Roma, n. 1900)

## Canottieri(1)
- Amedeo Scarpi, canottiere italiano (Burano, n. 1917 - Cavallino-Treporti, † 2011)

## Cantanti(1)
- Amedeo Pariante, cantante e chitarrista italiano (Napoli, n. 1915 - Roma, † 2005)

## Cantautori(1)
- Amedeo Minghi, cantautore e compositore italiano (Roma, n. 1947)

## Cardinali(1)
- Amedeo di Saluzzo, cardinale italiano (Saluzzo - Saint-Donat, † 1419)

## Cestisti(3)
- Amedeo Della Valle, cestista italiano (Alba, n. 1993)
- Amedeo Rigo, ex cestista italiano (Udine, n. 1956)
- Amedeo Tessitori, cestista italiano (Pisa, n. 1994)

## Chitarristi(1)
- Amedeo Pace, chitarrista e cantautore italiano (Milano, n. 1963)

## Compositori(3)
- Amedeo Amadei, compositore e direttore d'orchestra italiano (Loreto, n. 1866 - Torino, † 1935)
- Amedeo Escobar, compositore e musicista italiano (Pergola, n. 1888 - Viareggio, † 1973)
- Amedeo Vella, compositore italiano (Naro, n. 1839 - Vibo Valentia, † 1923)

## Conduttori televisivi(1)
- Amadeus, conduttore televisivo, conduttore radiofonico e showman italiano (Ravenna, n. 1962)

## Dirigenti d'azienda(1)
- Amedeo Felisa, dirigente d'azienda italiano (Milano, n. 1946)

## Dirigenti sportivi(3)
- Amedeo Carboni, dirigente sportivo e ex calciatore italiano (Arezzo, n. 1965)
- Amedeo Crippa, dirigente sportivo, allenatore di calcio e ex calciatore italiano (Milano, n. 1949)
- Amedeo Salerno, dirigente sportivo italiano (Napoli, n. 1928 - † 2023)

## Editori(1)
- Amedeo Massari, editore italiano (Poggi del Sasso, n. 1926 - Milano, † 1998)

## Entomologi(1)
- Amedeo John Engel Terzi, entomologo e illustratore italiano (Palermo, n. 1872 - † 1956)

## Esoteristi(1)
- Amedeo Rocco Armentano, esoterista italiano (Scalea, n. 1886 - San Paolo del Brasile, † 1966)

## Filologi(1)
- Amedeo Peyron, filologo classico, orientalista e papirologo italiano (Torino, n. 1785 - Torino, † 1870)

## Filosofi(1)
- Amedeo Giovanni Conte, filosofo italiano (Pavia, n. 1934 - Cava Manara, † 2019)

## Fisiologi(1)
- Amedeo Herlitzka, fisiologo italiano (Trieste, n. 1872 - Torino, † 1949)

## Generali(4)
- Amedeo De Cia, generale italiano (Gerace Marina, n. 1883 - Milano, † 1971)
- Amedeo De Janni, generale italiano (Benevento, n. 1915 - † 2007)
- Amedeo Mecozzi, generale e aviatore italiano (Roma, n. 1892 - Roma, † 1971)
- Amedeo di Savoia-Aosta, generale e aviatore italiano (Torino, n. 1898 - Nairobi, † 1942)

## Giornalisti(4)
- Amedeo Fusari, giornalista e dirigente sportivo italiano
- Amedeo Goria, giornalista e conduttore televisivo italiano (Torino, n. 1954)
- Amedeo Ricucci, giornalista italiano (Cetraro, n. 1958 - Reggio Calabria, † 2022)
- Amedeo Vergani, giornalista e fotoreporter italiano (Erba, n. 1944 - Merone, † 2010)

## Giuristi(1)
- Amedeo Giannini, giurista e politico italiano (Napoli, n. 1886 - Roma, † 1960)

## Hockeisti su prato(1)
- Amedeo Banci, hockeista su prato e calciatore italiano (Favignana, n. 1925 - Lerici, † 2013)

## Illusionisti(1)
- Amedeo Majeroni, illusionista italiano (Barcellona, n. 1871 - Sanremo, † 1932)

## Illustratori(1)
- Amedeo Gigli, illustratore e scrittore italiano (Roma, n. 1931 - Roma, † 2020)

## Imprenditori(3)
- Amedeo Obici, imprenditore italiano (Oderzo, n. 1877 - Chuckatuck, † 1947)
- Amedeo Ortolani, imprenditore e politico italiano (Roma, n. 1939)
- Amedeo di Savoia-Aosta, imprenditore italiano (Firenze, n. 1943 - Arezzo, † 2021)

## Ingegneri(2)
- Amedeo D'Albora, ingegnere, dirigente sportivo e politico italiano (Napoli, n. 1896 - Napoli, † 1980)
- Amedeo Lia, ingegnere, imprenditore e collezionista d'arte italiano (Presicce, n. 1913 - La Spezia, † 2012)

## Matematici(1)
- Amedeo Agostini, matematico italiano (Capugnano di Porretta Terme, n. 1892 - Livorno, † 1958)

## Militari(8)
- Amedeo Carisio, militare italiano (Torino, n. 1801 - Torino, † 1858)
- Amedeo Cremisi, militare italiano (Torino, n. 1910 - Tscherkowo, † 1943)
- Amedeo Guillet, ufficiale, guerrigliero e diplomatico italiano (Piacenza, n. 1909 - Roma, † 2010)
- Amedeo Guillet, militare e politico italiano (Capua, n. 1874 - Roma, † 1939)
- Amedeo Mandara, militare italiano (Calvi Risorta, n. 1964)
- Amedeo Parmeggiani, militare e aviatore italiano (Bologna, n. 1918 - Kindu, † 1961)
- Amedeo Tempia, militare e politico italiano (Torino, n. 1762 - Torino, † 1850)
- Amedeo De Rege Thesauro, militare italiano (Brescia, n. 1903 - Malca Guba, † 1936)

## Montatori(1)
- Amedeo Salfa, montatore italiano (Roma, n. 1941)

## Nobili(14)
- Amedeo I di Savoia, nobile († 1051)
- Amedeo I d'Ivrea, nobile († 962)
- Amedeo IV di Ginevra, nobile (Parigi, † 1369)
- Amedeo I di Ginevra, nobile franco († 1178)
- Amedeo II di Ginevra, nobile (Vulbens, † 1308)
- Amedeo II di Savoia, nobile († 1080)
- Amedeo III di Savoia, nobile (Carignano, n. 1095 - Nicosia, † 1148)
- Amedeo IV di Savoia, nobile (Montmélian, n. 1197 - Montmélian, † 1253)
- Amedeo V di Savoia, nobile (Castello di Le Bourget-du-Lac - Avignone, † 1323)
- Amedeo VI di Savoia, nobile (Chambéry, n. 1334 - Santo Stefano di Campobasso, † 1383)
- Amedeo VII di Savoia, nobile (Castello di Avigliana, n. 1360 - Castello di Ripaglia, † 1391)
- Amedeo VIII di Savoia, nobile (Chambéry, n. 1383 - Ripaglia, † 1451)
- Amedeo IX di Savoia, nobile (Thonon-les-Bains, n. 1435 - Vercelli, † 1472)
- Amedeo I di Neuchâtel, nobile svizzero (Neuchâtel, n. 1250 - Neuchâtel, † 1288)

## Nuotatori(1)
- Amedeo Chimisso, nuotatore italiano (Venezia, n. 1946 - Brema, † 1966)

## Odontoiatri(1)
- Amedeo Perna, odontoiatra e politico italiano (Mormanno, n. 1875 - Carlino, † 1948)

## Operai(1)
- Amedeo Gordini, operaio italiano (Bazzano, n. 1899 - Parigi, † 1979)

## Pallanuotisti(3)
- Amedeo Ambron, ex pallanuotista italiano (Benevento, n. 1939)
- Amedeo Cassina, ex pallanuotista svizzero (Lugano, n. 1991)
- Amedeo Pomilio, ex pallanuotista e allenatore di pallanuoto italiano (Chieti, n. 1967)

## Pianisti(1)
- Amedeo Tommasi, pianista italiano (Trieste, n. 1935 - Roma, † 2021)

## Piloti automobilistici(1)
- Amedeo Bignami, pilota automobilistico e imprenditore italiano (Mantova, n. 1904 - Verona, † 1954)

## Piloti motociclistici(1)
- Amedeo Zini, ex pilota motociclistico italiano (Correggio, n. 1939)

## Pittori(7)
- Amedeo Angilella, pittore italiano (Nola, n. 1905 - Erba, † 2005)
- Amedeo Bianchi, pittore italiano (Badia Polesine, n. 1882 - Venezia, † 1949)
- Amedeo Bocchi, pittore e scultore italiano (Parma, n. 1883 - Roma, † 1976)
- Amedeo Modigliani, pittore e scultore italiano (Livorno, n. 1884 - Parigi, † 1920)
- Amedeo Ruggiero, pittore italiano (Tunisi, n. 1912 - Roma, † 1986)
- Amedeo Simonetti, pittore italiano (Genova, n. 1874 - Roma, † 1922)
- Amedeo Trivisonno, pittore italiano (Campobasso, n. 1904 - Firenze, † 1995)

## Politici(11)
- Amedeo Amadeo, politico e medico italiano (Bergamo, n. 1946)
- Amedeo Bianco, politico italiano (Napoli, n. 1948)
- Amedeo Bottaro, politico italiano (Napoli, n. 1971)
- Amedeo Chiavarina di Rubiana, politico italiano (Torino, n. 1817 - Torino, † 1889)
- Amedeo D'Addario, politico italiano (Colledimezzo, n. 1941)
- Amedeo Fani, politico, avvocato e pubblicista italiano (Perugia, n. 1891 - Perugia, † 1974)
- Amedeo Laboccetta, politico italiano (Napoli, n. 1948)
- Amedeo Matacena, politico e armatore italiano (Catania, n. 1963 - Dubai, † 2022)
- Amedeo Rubeo, politico italiano (Roma, n. 1909 - † 1974)
- Amedeo Sica, politico italiano (Marano di Napoli, n. 1898 - † 1975)
- Amedeo Zampieri, politico e dirigente d'azienda italiano (Rovigo, n. 1938 - † 2013)

## Presbiteri(1)
- Amedeo Potito, presbitero e storico italiano (Manfredonia, n. 1909 - Bari, † 1992)

## Principi(1)
- Amedeo di Savoia-Acaia, principe (Pinerolo, n. 1363 - Pinerolo, † 1402)

## Produttori cinematografici(1)
- Amedeo Pagani, produttore cinematografico e sceneggiatore italiano (Addis Abeba, n. 1941)

## Psicologi(1)
- Amedeo Dalla Volta, psicologo e medico italiano (Mantova, n. 1892 - Genova, † 1985)

## Pugili(1)
- Amedeo Grillo, pugile italiano (La Spezia, n. 1901 - La Spezia, † 1979)

## Religiosi(1)
- Amedeo da Silva, religioso portoghese (Milano, † 1482)

## Santi(1)
- Amedeo di Losanna, santo francese (Chatte, n. 1110 - Losanna, † 1159)

## Sceneggiatori(3)
- Amedeo Fago, sceneggiatore, regista e scenografo italiano (Roma, n. 1940)
- Amedeo Guarnieri, sceneggiatore italiano (Valle del Ceno, n. 1976 - Parma, † 2020)
- Amedeo Sollazzo, sceneggiatore italiano (n. 1931 - Monastir, † 1971)

## Scrittori(3)
- Amedeo Giacomini, scrittore e poeta italiano (Varmo, n. 1939 - San Daniele del Friuli, † 2006)
- Amedeo Rotondi, scrittore e filosofo italiano (Vicovaro, n. 1908 - Roma, † 1999)
- Amedeo Ugolini, scrittore, giornalista e politico italiano (Costantinopoli, n. 1896 - Torino, † 1954)

## Scultori(3)
- Amedeo Colla, scultore italiano (Ferrara, n. 1868 - Ferrara, † 1947)
- Amedeo Fiorese, scultore e pittore italiano (Bassano del Grappa, n. 1939)
- Amedeo Lavy, scultore e medaglista italiano (Torino, n. 1777 - Torino, † 1864)

## Sindacalisti(1)
- Amedeo Sommovigo, sindacalista e politico italiano (Pitelli, n. 1891 - La Spezia, † 1969)

## Skeletonisti(1)
- Amedeo Bagnis, skeletonista italiano (Casale Monferrato, n. 1999)

## Sovrani(1)
- Amedeo I di Spagna, sovrano (Torino, n. 1845 - Torino, † 1890)

## Storici(2)
- Amedeo Crivellucci, storico italiano (Acquaviva Picena, n. 1850 - Roma, † 1914)
- Amedeo Montemaggi, storico, saggista e giornalista italiano (Rimini, n. 1923 - Rimini, † 2011)

## Storici dell'architettura(1)
- Amedeo Bellini, storico dell'architettura e restauratore italiano (Milano, n. 1940)

## Storici della letteratura(1)
- Amedeo Quondam, storico della letteratura, italianista e saggista italiano (Penna in Teverina, n. 1943 - Roma, † 2024)

## Tenori(3)
- Amedeo Bassi, tenore italiano (Montespertoli, n. 1872 - Firenze, † 1949)
- Amedeo Berdini, tenore italiano (Sant'Elpidio a Mare, n. 1919 - † 1964)
- Amedeo Zambon, tenore italiano (Fontane, n. 1934 - Milano, † 2000)

## Teologi(1)
- Amedeo Molnár, teologo, storico e medievista ceco (Praga, n. 1923 - Praga, † 1990)

## Tiratori di fune(1)
- Amedeo Zotti, tiratore di fune italiano

## Vescovi cattolici(4)
- Amedeo d'Alba, vescovo cattolico italiano (Noli, † 1366)
- Amedeo Bruno di Samone, vescovo cattolico italiano (Cuneo, n. 1754 - Cuneo, † 1838)
- Amedeo di Montmayeur, vescovo cattolico francese (Francia - Moriana, † 1422)
- Amedeo III di Savoia, vescovo cattolico francese (Francia - Moriana)

## Senza attività specificata(3)
- Amedeo III di Ginevra, conte (n. 1311 - † 1367)
- Amedeo Amodio, ex ballerino, coreografo e direttore artistico italiano (Milano, n. 1940)
- Amedeo Benedetti, italianista e biografo italiano (Fivizzano, n. 1954 - Genova, † 2017)